# ザンボニー
ザンボニー社（ザンボニーしゃ、Frank J.Zamboni & Co.Inc）は、米国カリフォルニア州のパラマウントに本社をもつスケートリンク整氷車の製造メーカーである。

## 概要
1940年代初頭、南カリフォルニアでアイススケートリンク（パラマウント・アイスランド）の経営をしていたフランク・ザンボニーが当時人間の手作業で行われていた整氷作業を機械でできないかと考案したのが、整氷車である。
その世界初といえる整氷車を発表した場所が、このパラマウント・アイスランドである。ザンボニー社の工場はここから数ブロック先で営業しており、米国内および諸外国向けマシンがこのリンクで試運転している。そのため、この近辺で整氷車が公道を走ることが多い。

### アイススケートリンクでは
全世界の多くのスケートリンクでこのメーカーを使用しており、アメリカのアイスホッケー(NHL)や冬季オリンピックで見かける機会がある。

## ザンボニー社と日本
日本では株式会社パティネ商会(現:パティネレジャー)が総代理店を行っている。
日本国内のアイススケートリンクも多くも同社製の整氷車を採用している。
整氷車としてはカナダ製の「OLYMPIA」や日本製の「富士」((株)加藤商会)もある。